# Alitalia CityLiner
Alitalia CityLiner S.p.A. foi uma companhia aérea regional italiana e era uma subsidiária da Alitalia, a companhia aérea italiana. As companhias aéreas que operaram em duas bases estão localizadas no aeroporto Leonardo da Vinci – Fiumicino, em Roma, e no Aeroporto Linate, em Milão, Itália. A companhia aérea operou voos ponto a ponto domésticos e internacionais de curta distância usando aeronaves Embraer E-Jet e operando em nome de sua controladora. A companhia aérea foi um membro afiliado da SkyTeam por meio de sua empresa-mãe. A companhia aérea foi fundada pela Air One, uma ex-companhia aérea italiana, que se fundiu com a Alitalia em 2009. A companhia aérea mudou a marca de Air One CityLiner para Alitalia CityLiner.

## História

### Fundação como Air One CityLiner
A Alitalia CityLiner foi fundada como Air One CityLiner S.p.A. em junho de 2006, como uma subsidiária da Air One, com uma frota totalmente nova de dez Bombardier CRJ-900s. Iniciou operações com voos entre Trieste e Roma Fiumicino; e Gênova e Nápoles, em 7 de junho. Em fevereiro de 2007, iniciou sua primeira rota internacional, entre Torino e Paris-Charles de Gaulle.
Em 13 de janeiro de 2009, a Air One e a Alitalia se fundiram sob a marca Alitalia. Como resultado, a aeronave da Air One CityLiner começou a operar em nome do grupo Alitalia.

### Rebranding
Em 20 de abril de 2011, a companhia aérea foi rebatizada como Alitalia CityLiner. Tornou-se a única companhia aérea regional do grupo Alitalia e assumiu a função anteriormente desempenhada pela Alitalia Express. Uma nova frota de 20 Embraer 175 e 190 foi entregue entre setembro de 2011 e março de 2013.

### Status e estrutura da empresa
A companhia aérea foi originalmente criada pela Air One . No entanto, quando a Air One e a Alitalia se fundiram em 2009, a Air One CityLiner Sp A. (o nome legal da companhia aérea) foi reincorporada como Alitalia CityLiner Sp UMA.
A partir de agosto de 2019, a companhia aérea Controladora e ela própria encontram-se atualmente sob Administração Extraordinária (EA), isso devido a anos de não lucratividade.
Desde 2020, a Alitalia CityLiner Controladora, Alitalia, é propriedade integral do governo italiano.

### Falência
A Alitalia CityLiner fechou as operações no mesmo dia que sua empresa controladora, Alitalia, em 15 de outubro de 2021.

## Frota

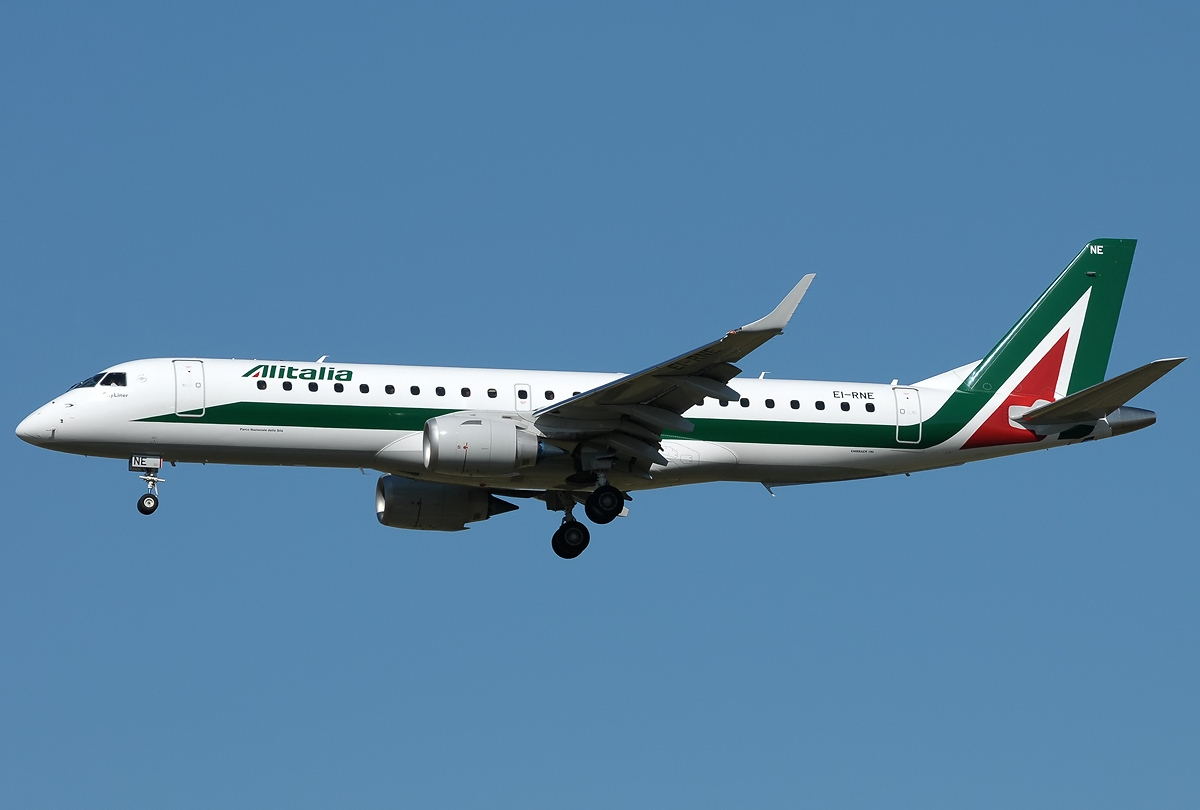
Um Embraer 190 da Alitalia CityLiner

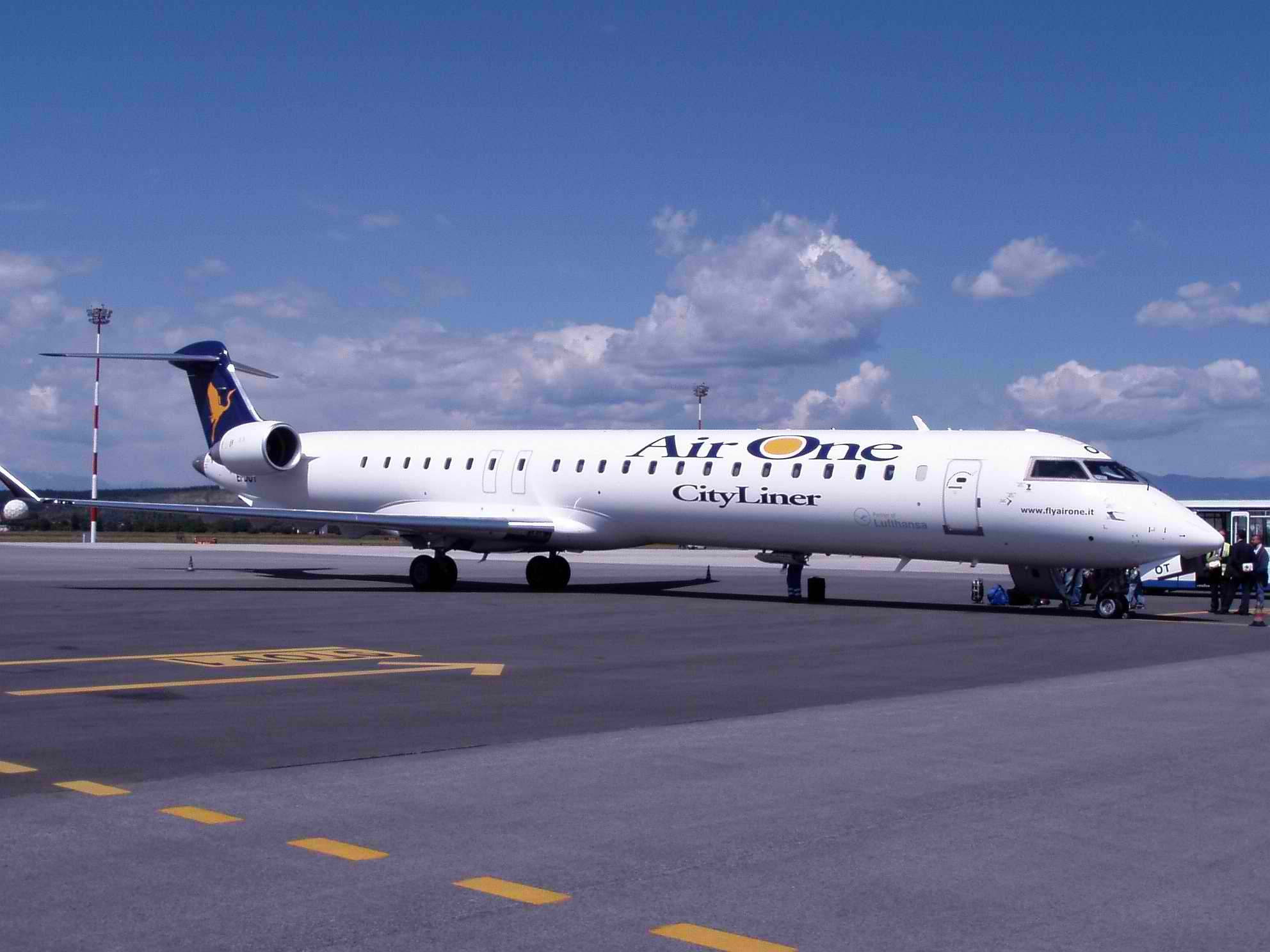
Um ex-Bombardier CRJ900 Air One da Alitalia CityLiner

A frota da Alitalia CityLiner consiste nas seguintes aeronaves (Maio de 2021):